# Manfred Wolke
Manfred Wolke (* 14. Januar 1943 in Potsdam-Babelsberg; † 29. Mai 2024 in Frankfurt (Oder)) war ein deutscher Boxer. Er gewann 1968 bei den Olympischen Spielen in Mexiko eine Goldmedaille und arbeitete später als Boxtrainer, unter anderem von Henry Maske.

## Leben und Karriere
Manfred Wolke wurde 1943 in Potsdam als jüngstes von zehn Kindern geboren und wuchs ohne seinen Vater, der als Soldat im Zweiten Weltkrieg gefallen war, auf. Er erlernte den Beruf eines Lokomotivschlossers und Fräsers. Nach Anfängen als Fußballer bei der BSG Motor Babelsberg wechselte er 1959 in die Sektion Boxsport des Vereins. 1965 wurde Wolke zum ASK Vorwärts Berlin delegiert. Er bekam beim Armeesportklub einen militärischen Dienstgrad und wurde Mitglied der SED, was er bis 1989 blieb. 1969 wechselte Wolke von Berlin zum ASK Vorwärts Frankfurt (Oder). Er wurde von 1967 bis 1970 jeweils im Weltergewicht und 1971 im Halbmittelgewicht DDR-Meister. 1967 und 1971 wurde er Vize-Europameister.
1968 krönte Wolke seine Amateurkarriere mit der Goldmedaille bei den Olympischen Spielen in Mexiko, als er im Finale den Kameruner Joseph Bessala bezwang. Dieser Erfolg sei für sein weiteres Sportlerleben entscheidend gewesen, so Wolke später. Bei den folgenden Olympischen Sommerspielen 1972 in München war er zur Eröffnungsfeier Fahnenträger der DDR-Delegation, konnte aber den vorangegangenen Erfolg nicht wiederholen. Durch eine Verletzung an der Augenbraue behindert, verlor er früh im olympischen Boxturnier gegen den späteren Sieger Emilio Correa Vaillant aus Kuba. Kurz darauf beendete Wolke seine aktive Laufbahn als Boxer mit einer Bilanz von 258 Kämpfen, von denen er 236 gewonnen hatte.
Nach seinem Studium an der Deutschen Hochschule für Körperkultur betreute er als Trainer unter anderem bei den Amateuren Rudi Fink, der unter Wolke 1980 Olympiasieger wurde. 1988 gewann Henry Maske mit Wolke als Trainer die Goldmedaille bei den Olympischen Spielen und ein Jahr später den WM-Titel. Ebenfalls zu seinen Schützlingen im Amateurbereich gehörte Axel Schulz.
1985 war Wolke aufgrund von Alkoholproblemen zwangsweise in den Nachwuchsbereich versetzt und vom Oberstleutnant zum Major herabgestuft worden (Wolke: „Ich hatte ein Stoppzeichen überfahren, wollte das aber nicht wahrhaben. Dann begriff ich, dass ich am Abgrund stand“).
1987 wurde er wieder Herrentrainer. Wolke wurde als „der Box-Verrückte, der Box-Besessene, der Lehrmeister der Frankfurter Schule“ bezeichnet. „Ohne die DDR wäre mein sportlicher Werdegang nicht möglich gewesen“, sagte Wolke 1996 rückblickend. Als Amateurtrainer gewann Wolke, der in der NVA zuletzt den Dienstgrad eines Oberstleutnants hatte, mit seinen Schützlingen insgesamt 23 Medaillen bei Olympischen Spielen, Welt- und Europameisterschaft.
1990 wechselte er zusammen mit Maske ins Profilager zum Sauerland-Boxstall. Im März 1993 wurde Maske mit Wolke als Trainer IBF-Weltmeister im Halbschwergewicht. Maske als Boxer und Wolke als Trainer wurden zu Hauptfiguren des Aufschwungs des deutschen Berufsboxens in den 1990er Jahren. Wolkes Schützling Axel Schulz kämpfte als Profi um die Schwergewichtsweltmeisterschaft. Dass Schulz den Titel verpasste, war für Wolke eine Niederlage, die er nie verschmerzen werde, sagte der Trainer 2018.
Er trainierte später unter anderem Profis wie Danilo Häußler (wurde 2001 unter Wolke Europameister im Supermittelgewicht), Timo Hoffmann, Kai Kurzawa, Enad Licina oder Artur Hein. Von Dezember 2006 bis März 2007 trainierte Wolke zwischenzeitlich auch wieder Henry Maske in Vorbereitung auf dessen Rückkampf am 31. März 2007 gegen Virgil Hill, den Maske gewann. Im Herbst 2009 wurde bekannt, dass der Boxstall Sauerland den Vertrag mit Wolke nicht mehr verlängern will, so dass das Profi-Boxcamp in Frankfurt (Oder) 2010 seine Türen schloss. Die Trennung von Sauerland erfolgte im Unfrieden.
Im September 2013 erklärte Wolke in einem Interview, wieder Trainer seines früheren Schützlings Enad Licina zu sein. Licina war seinerzeit Vierter der IBF-Weltrangliste im Cruisergewicht und hoffte mit Wolkes Hilfe seinen Traum vom Weltmeistertitel zu erfüllen, was misslang.
„Was Wolke sportlich vorweisen kann, wird hierzulande wohl auf Ewigkeit seinen Einmaligkeitswert behalten“, schätzte der Boxjournalist Gunnar Meinhardt die Karriere Wolkes als Boxer und Trainer ein. Wolke habe insbesondere Disziplin, Intelligenz, Fleiß und Härte gegen sich selbst ausgezeichnet. Henry Maske sagte über seinen Trainer, zu dem er zeitweise sowohl als Amateur und als Profi ein angespanntes Verhältnis gehabt hatte: „Ohne Manfred Wolke hätte ich das alles nicht erreicht (...) Er konnte seinen Boxern mit viel Sachverstand glaubhaft machen, was sie zu tun haben und was nicht“. Laut Maske war Wolke der „Philosoph unter den Trainern, der Feingeist“.
Manfred Wolke lebte in Frankfurt (Oder) und wurde Vater von drei Kindern. Er starb dort am 29. Mai 2024 in einem Pflegeheim im Alter von 81 Jahren.

## Internationale Erfolge
| Jahr | Platz | Wettbewerb                                           | Gewichtsklasse | Ergebnisse |
| 1967 | 2.    | EM in Rom                                            | Welter         | nach Punktsiegen über Wiesław Rudkowski, Polen, Jörgen Hansen, Dänemark und Istvan Gali, Ungarn und einer Punktniederlage gegen Bohumil Němeček, Tschechoslowakei                                               |
| 1968 | Gold  | OS in Mexiko-Stadt                                   | Welter         | nach Punktsiegen über Andres Molina, Kuba, Expedito Alencar, Brasilien, Celal Sandal, Türkei, Wladimir Musalimow, UdSSR und Joseph Bessala, Kamerun                                                             |
| 1969 | 5.    | EM in Bukarest                                       | Welter         | nach Punktsiegen über Zdzisław Filipiak, Polen und Jovan Dzakula, Jugoslawien und einer Punktniederlage gegen Viktor Silbermann, Rumänien                                                                       |
| 1969 | 1.    | 7. Meisterschaft der Armeen der Soz. Staaten in Kiew | Welter         | mit Siegen über Wladimir Musalimow, Sylwester Kaczyński, Polen und Ladislaw Hecej, Tschechoslowakei |
| 1970 | 1.    | Chemie-Pokal in Halle (Saale)                        | Welter         | mit einem Sieg im Finale über Helmut Zimmermann, DDR |
| 1970 | 5.    | TSC-Turnier in Berlin                                | Welter         | nach einer Punktniederlage im Viertelfinale gegen János Kajdi, Ungarn |
| 1971 | 2.    | EM in Madrid                                         | Welter         | nach Punktsiegen über Eckhard Dagge, Bundesrepublik Deutschland, Ryszard Petek, Polen, Iwan Kiriakow, Bulgarien und Damiano Lassandro, Italien und einer Punktniederlage gegen Janos Kajdi (2:3 Richterstimmen) |
| 1972 | 9.    | OS in München                                        | Welter         | Nach einem Punktsieg über Panayotis Therianos, Griechenland und einer Techn.-K.O.-Niederlage (Verletzung) in der 2. Runde gegen den späteren Goldmedaillengewinner Emilio Correa Vaillant, Kuba                 |

Erläuterungen
- Weltergewicht, Gewichtsklasse, damals bis 67 kg, Halbmittelgewicht, bis 71 kg Körpergewicht
- OS = Olympische Spiele, EM = Europameisterschaft

## Auszeichnungen (Auswahl)
- 1968: Vaterländischer Verdienstorden in Silber
- 1988: Orden Banner der Arbeit Stufe I